# Джад (Північна Дакота)
Джад (англ. Jud) — місто (англ. city) в США, в окрузі Ламур штату Північна Дакота. Населення — 65 осіб (2020).

## Географія
Джад розташований за координатами 46°31′33″ пн. ш. 98°53′52″ зх. д. / 46.52583° пн. ш. 98.89778° зх. д. (46.525858, -98.897754).  За даними Бюро перепису населення США в 2010 році місто мало площу 0,64 км², уся площа — суходіл.

## Демографія
Згідно з переписом 2010 року, у місті мешкали 72 особи в 42 домогосподарствах у складі 19 родин. Густота населення становила 112 осіб/км².  Було 50 помешкань (78/км²).
Расовий склад населення:
| - 97,2 % — білих |

До двох чи більше рас належало 2,8 %. Частка іспаномовних становила 0,0 % від усіх жителів.
За віковим діапазоном населення розподілялося таким чином: 9,7 % — особи молодші 18 років, 66,7 % — особи у віці 18—64 років, 23,6 % — особи у віці 65 років та старші. Медіана віку мешканця становила 54,0 року. На 100 осіб жіночої статі у місті припадало 100,0 чоловіків;  на 100 жінок у віці від 18 років та старших — 97,0 чоловіків також старших 18 років.
За межею бідності перебувало 7,0 % осіб, у тому числі 0,0 % дітей у віці до 18 років та 15,4 % осіб у віці 65 років та старших.
Цивільне працевлаштоване населення становило 20 осіб. Основні галузі зайнятості: роздрібна торгівля — 20,0 %, виробництво — 20,0 %, публічна адміністрація — 15,0 %, будівництво — 15,0 %.